# Eugène Müntz
Pour les articles homonymes, voir Müntz.

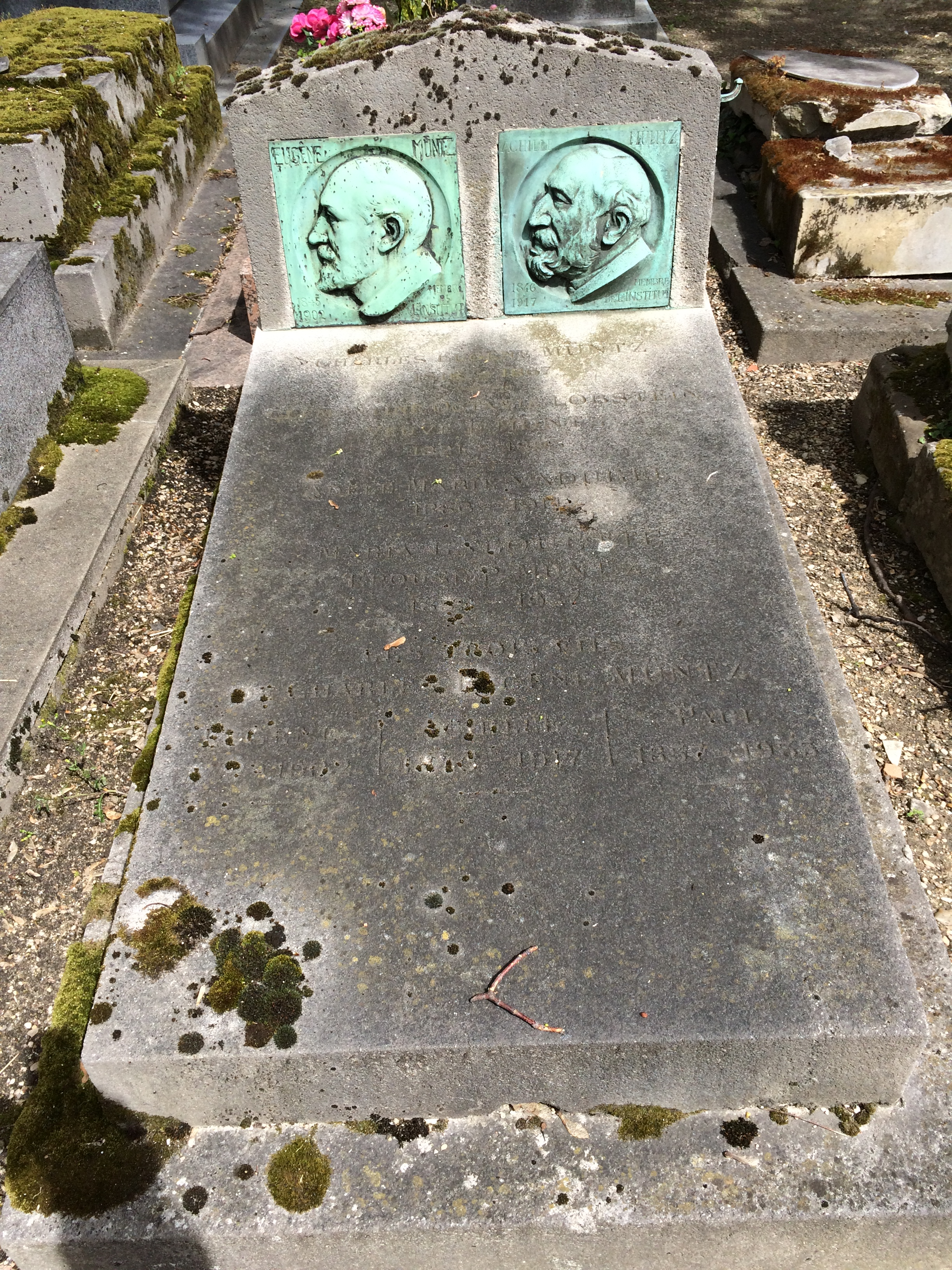
Sépulture de Achille et Eugène Müntz au cimetière Montmartre à Paris XVIII

Eugène Müntz, né le 11 juin 1845 à Soultz-sous-Forêts (Bas-Rhin) et mort le 30 octobre 1902 à Paris, est un historien de l'art français, spécialiste de la Renaissance italienne. 
Licencié en droit et élève d'Albert Dumont, il est membre de l'École française de Rome (1873-1876) et conservateur de la bibliothèque, des archives et des collections de l'École des beaux-arts de Paris. 
Il est élu membre de l'Académie des inscriptions et belles-lettres en 1893.

## Formation
Eugène Müntz arrive à Paris en 1857 pour suivre des études de droit. Il abandonne cette voie pour se consacrer à l'histoire et aux langues anciennes. 
Vers 1875, il voyage à Rome, Florence et Milan où il étudie pour l'École française d'Athènes les manuscrits des grandes bibliothèques italiennes. 

## Eugène Müntz à l'École des beaux-arts de Paris
Eugène Müntz est nommé sous-bibliothécaire à l'École nationale des Beaux-arts en 1876. Deux ans plus tard, il succède à Charles-Ernest Vinet au poste de bibliothécaire. En 1881, il reçoit le titre de conservateur de la bibliothèque, des archives et des collections de l'école. 
Entre 1884 et 1893, il enseigne le cours d'histoire de l'art et d'esthétique en tant que suppléant d'Hippolyte Taine. Il perd cette chaire à la mort de ce dernier.
Eugène Müntz meurt le 30 octobre 1902 à Paris et est incinéré au cimetière du Père-Lachaise. Ses cendres sont déposées au columbarium (case 149) avant d'être transférées au cimetière de Montmartre (23e division).

## Distinctions
- Officier de l'Instruction publique
- Chevalier de la Légion d'honneur (décret du 29 décembre 1885). Il est fait chevalier par Paul Dubois.
- Membre de l'Académie des inscriptions et belles-lettres en 1893.
- 1892 : Académie des inscriptions et belles-lettres - Prix Louis Fould pour Histoire de l'art pendant la Renaissance[2]

## Publications
- Louis Duchesne, Étude sur le Liber Pontificalis : suivie de : I- Recherches sur les manuscrits archéologiques de Jacques Grimaldi. Les manuscrits conservés à Rome, à Florence, à Milan, à Turin et à Paris par Eugène Müntz, II- Étude sur le Mystère de Sainte Agnès par Léon Clédat, Paris, Ernest Thorin éditeur, coll. « Bibliothèque des Écoles françaises d'Athènes et de Rome no 1 », 1877 (lire en ligne), p. 225-269
- Les Arts à la cour des papes pendant le XVe et le XVIe siècle, 4 vol., 1878-1898.
- Les Précurseurs de la Renaissance, 1881.
- Raphaël, sa vie, son œuvre et son temps, 1881, prix Marcelin Guérin de l'Académie française.
- Études sur l'histoire de la peinture et de l'iconographie chrétiennes, 1882.
- La Tapisserie, 1882.
- Le palais pontifical de Sorgues (1319-1395), 1884.
- La Renaissance en Italie et en France à l’époque de Charles VIII, Paris : Librairie de Firmin Didot et Cie, 1885 (lire en ligne https://gallica.bnf.fr/ark:/12148/bpt6k6530676f)
- avec Émile Molinier : Le château de Fontainebleau au XVIe siècle, 1886.
- Histoire de l'art pendant la Renaissance, 3 vol., 1888-1894.
- Guide de l'École nationale des beaux-arts, Paris, Maison Quantin, 1889 (lire en ligne)
- Florence et la Toscane, 1897.
- La tiare pontificale du VIIe   au   XVIe siècle 1897.
- Léonard de Vinci, 1899.